# Bavenit
Bavenit ist ein mäßig häufiges Mineral aus der Mineralklasse der Silikate und Germanate. Es kristallisiert im orthorhombischen Kristallsystem mit der chemischen Zusammensetzung  Ca4Be2Al2Si9O26(OH)2. Er besteht demzufolge aus Calcium, Beryllium, Aluminium, Silicium als Silikat-Anion (SiO44−), Sauerstoff und Wasserstoff, welcher in Hydroxidionen (OH−) gebunden ist.
Mit einer Mohshärte von 5,5 bis 6 gehört er zu den Mineralien, die noch mit einer Stahlfeile ritzbar sind. Es hat einen glasigen bis seidigen Glanz und ist transparent bis durchscheinend. Es liegt in verschiedenen Farben vor, es wurden weiß, grün, pink, braun und farblos berichtet.
Die Kristalle von Bavenit sind in rotierenden Gruppen angeordnet. Sie werden bis zu 6 cm groß. Es bildet dünne Kristalle oder Rosetten, teilweise auch nadlig, faserig oder kreidig-massiv.

## Etymologie und Geschichte
Bavenit wurde erstmals 1901 von Artini beschreiben. Er übersah jedoch die Präsenz von Beryllium in dem Mineral. Artini benannte das Mineral nach der Typlokalität Baveno in Italien. 1932 beschrieben Schaller und Fairchild Bavenit von der „Himalaya mine“ in Mesa Grande, Kalifornien, USA. Fairchilds Analyse ergab dann einen Berylliumoxid-Anteil von 2,67 %. Schaller stellt auch im Typmaterial aus Baveno den Berylliumanteil fest. Der Berylliumanteil  wurde  1941 noch einmal bestätigt. Im Jahre 1946 und 1948 veröffentlichten Kutukova, Rowledge und Hayton Analysen eines Minerals mit 6,60 bis 7,14 % BeO. Rowledge und Hayton nannten das Mineral Duplexit. Sie wiesen auf die hohe Ähnlichkeit der optischen Werte hin, hielten aufgrund des höheren Berylliumanteils ihre Funde für ein neues Mineral. In einer späteren Arbeit wiesen Fleischer und Switzer darauf hin, dass der Aluminiumanteil und der Berylliumanteil sich gegenseitig ausglichen. Sie vermuteten, dass Duplexit und Bavenit doch das gleiche Mineral seien. Diese Annahme wurde inzwischen bestätigt.
Es gibt zwei Typmateriale von Bavenit. Eines wird am Museo Civico di Storia Naturale di Milano in Mailand aufbewahrt, das andere im Muséum national d’histoire naturelle (nationales Museum für Naturgeschichte) in Paris.

## Klassifikation
In der veralteten, aber noch gebräuchlichen 8. Auflage der Minerale nach Strunz wird Bavenit in die Mineralklasse der „Silikate und Germanate“ eingeordnet. Diese ist weiter unterteilt nach der Kristallstruktur, sodass das Mineral entsprechend seiner Struktur in der Gruppe „Übergangsstrukturen zwischen Ketten- und Schichtsilikaten“ zu finden ist. Dort ist er mit Amstallit, Chiavennit, Prehnit, Rudenkoit und Tvedalit in der Prehnit-Bavenit-Gruppe, deren Teilnamensgeber er ist, zu finden. Die Gruppe hat die Systemnummer VIII/G.07.
In der 2001 herausgegebenen und umfassend überarbeiteten 9. Auflage der Minerale nach Strunz, die auch von der International Mineralogical Association (IMA) verwendet wird, wird Bavenit ebenfalls in die Mineralklasse der Silikate und Germanate eingeordnet. Diese ist wie in der 8. Auflage weiter unterteilt nach der Kristallstruktur, sodass das Mineral entsprechend seiner Struktur in der Gruppe der „Ketten- und Bandsilikate“. Diese ist nun allerdings noch weiter unterteilt nach der Periode der Kette, es findet sich hier also in der Gruppe „Ketten- und Bandsilikate mit 2-periodischen Mehrfachketten“. Dort bildet es alleine die unbenannte Untergruppe VIII.DF.25.
In der vor allem im englischsprachigen Raum gebräuchlichen Systematik der Minerale nach Dana ist der Bavenit auch in der Klasse der Silikate und Germanate. Dort ist es in der Gruppe der „Kettensilikate: Säulen- oder Röhren-Strukturen“ (Nr. 70) zu finden. Diese Gruppe ist weiter unterteilt, das Mineral ist in der hier in der Untergruppe „Kettensilikate: Säulen- oder Röhren-Strukturen mit durch Be verbundenen Ketten“ zu finden. Dort ist es als einziges in der unbenannten Ungruppe mit der Systemnummer 70.05.03 zu finden. Das Mineral hat hier die Systemnummer 70.05.03.01.

## Kristallstruktur
Bavenit kristallisiert orthorhombisch in der Raumgruppe Am2a (Raumgruppen-Nr. 40, Stellung 6) mit den Gitterparametern a = 19,39 Å, b = 23,19 Å und c = 5,005 Å und vier Formeleinheiten pro Elementarzelle.

## Eigenschaften

### Morphologie
Bavenit bildet Kristallzwillinge an {100}.

### Chemische Eigenschaften
Bavenit ist gut löslich in Flusssäure (HF) und geringfügig in konzentrierter Salzsäure. Vor dem Lötrohr schmilzt es unter Schaumbildung zu durchsichtigem Glas.

### Physikalische Eigenschaften
Bavenit ist schwach piezoelektrisch.

## Bildung und Fundorte
Bavenit bildet sich als Druse in Granit und Pegmatit, geformt durch die Abwechslung von Beryll und anderen berylliumhaltigen Mineralen.
In Deutschland gibt es 12 Vorkommen und weitere kleine Fundstellen. In Baden-Württemberg gibt es ein Vorkommen in Hohe Waid bei Schriesheim. In Bayern gibt es gleich 6 Vorkommen, diese liegen in Röhrnbach (Steinerleinbach-Steinbruch), in Sauenstein bei Schönberg, in Hötzendorf und Matzersdorf (zwei Fundstellen), beide bei Tittling und in Roßbach bei Wald. In Hessen gibt es einen Fundort beim Berg „Das Buch“ (bei Lindenfels). In Sachsen gibt es drei Vorkommen: Eins in Beierfeld, eins in Schönberg zu Cunewalde und eins in Oelsnitz. Das letzte Vorkommen in Deutschland befindet sich in Thüringen in Weitisberga.
In Österreich gibt es sogar 16 Vorkommen. Sie liegen in Kärnten, Niederösterreich, Land Salzburg, Steiermark, Tirol und Oberösterreich. Dazu gibt es noch kleinere Fundstellen.
In der Schweiz gibt es zwar kleinere Fundstellen, jedoch nur ein Vorkommen: Es liegt am Lai Blau (ein Berg) in der Nähe Tujetsch im Kanton Graubünden.
Insgesamt ist Bavenit an 239 (Stand: 2015) Orten anzutreffen. Diese sind in Afghanistan, Australien, Bulgarien, China, Deutschland, Finnland, Frankreich, Grönland, Italien, Japan, Kanada, Madagaskar, der Mongolei, Namibia, Österreich, Pakistan, Polen, Portugal, Russland, Spanien, Schweden, der Schweiz, Südafrika, Tschechien, im Vereinigten Königreich und den US-Bundesstaaten Kalifornien, Connecticut, Maine, New Hampshire, North Carolina, Virginia und Wisconsin.